# Capilla del Monte
Capilla del Monte is een plaats in het Argentijnse bestuurlijke gebied Punilla in de provincie Córdoba. De plaats telde in 2001 welgeteld 9.085 inwoners.

## Galerij

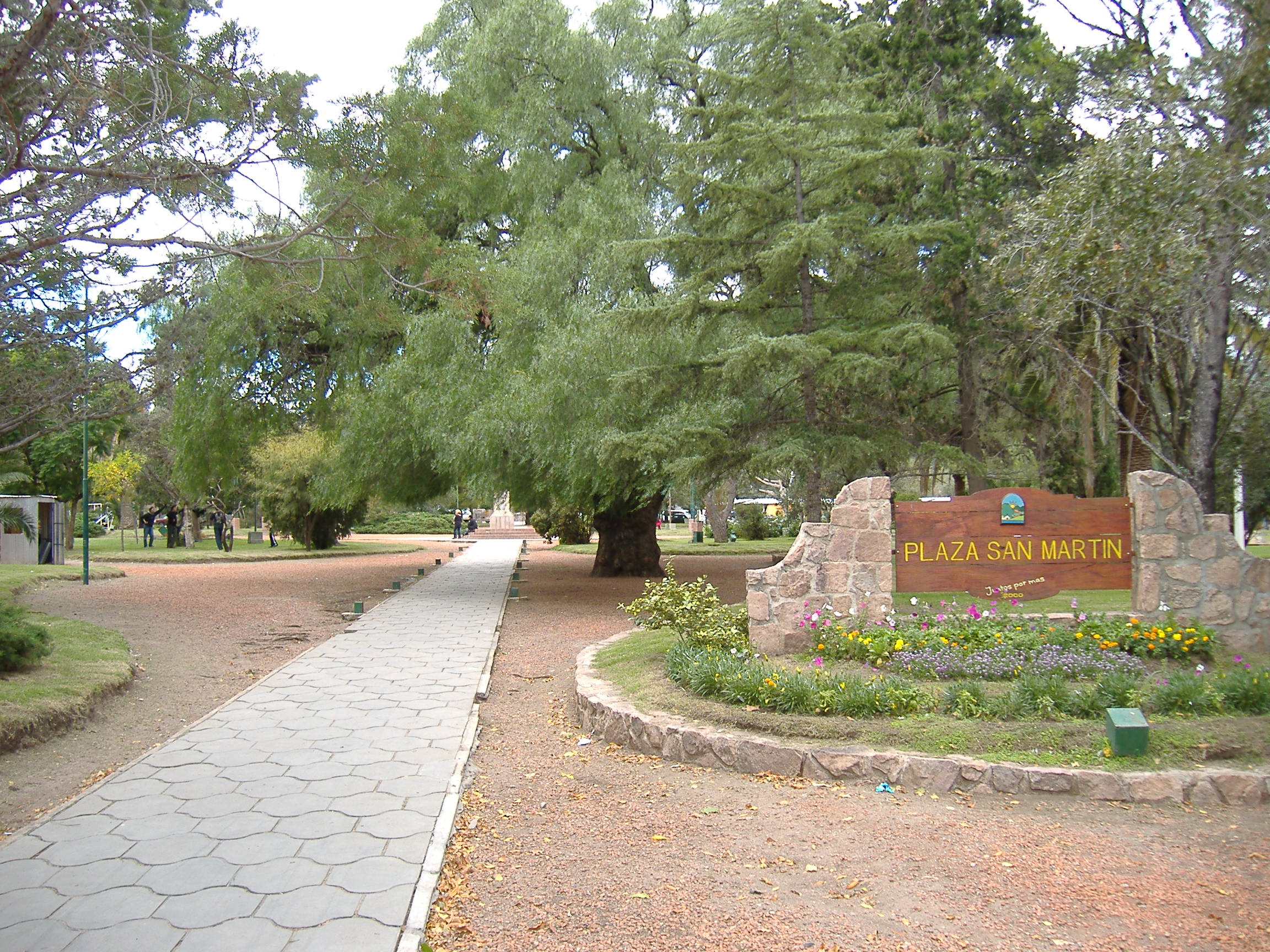
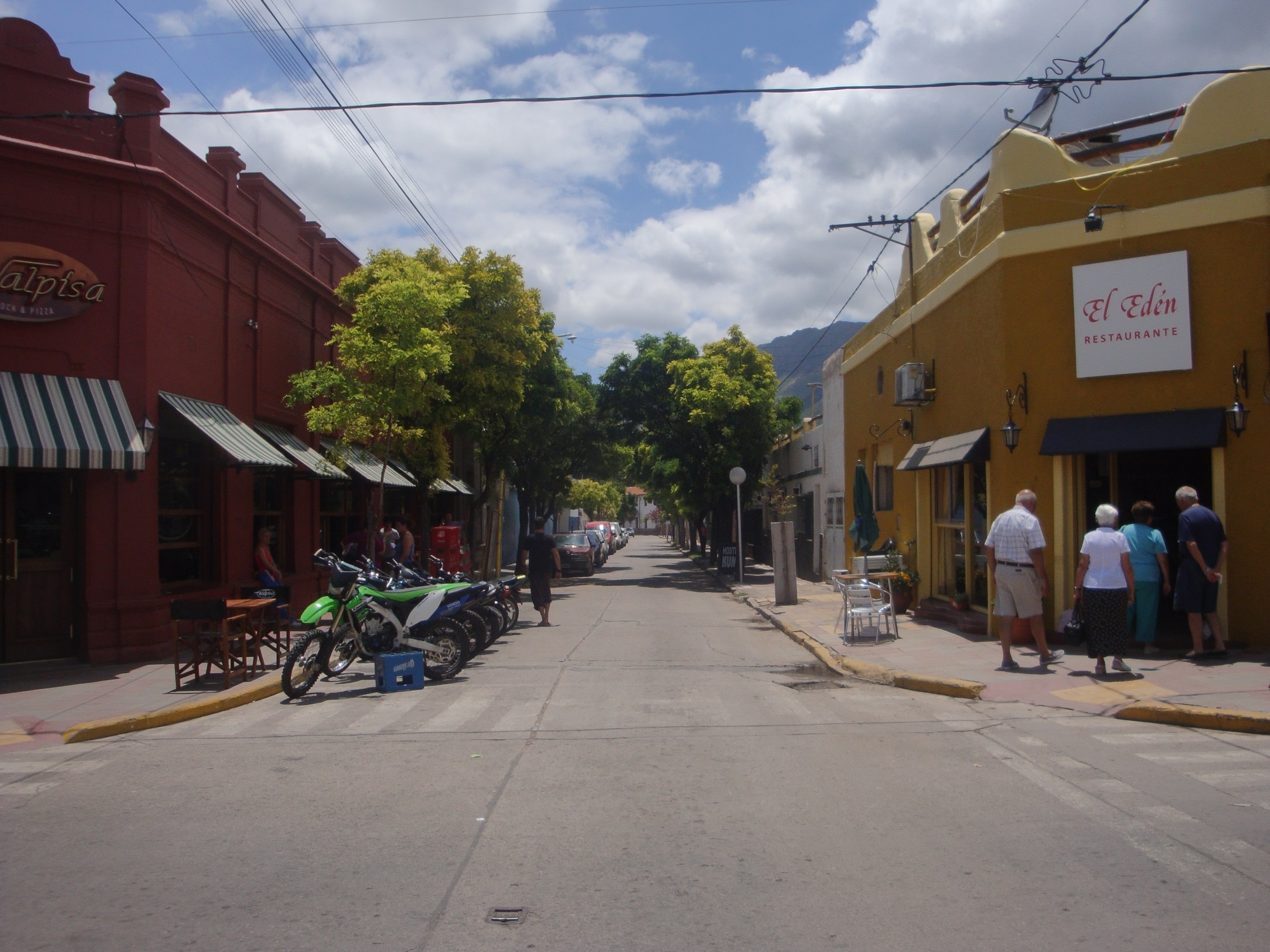
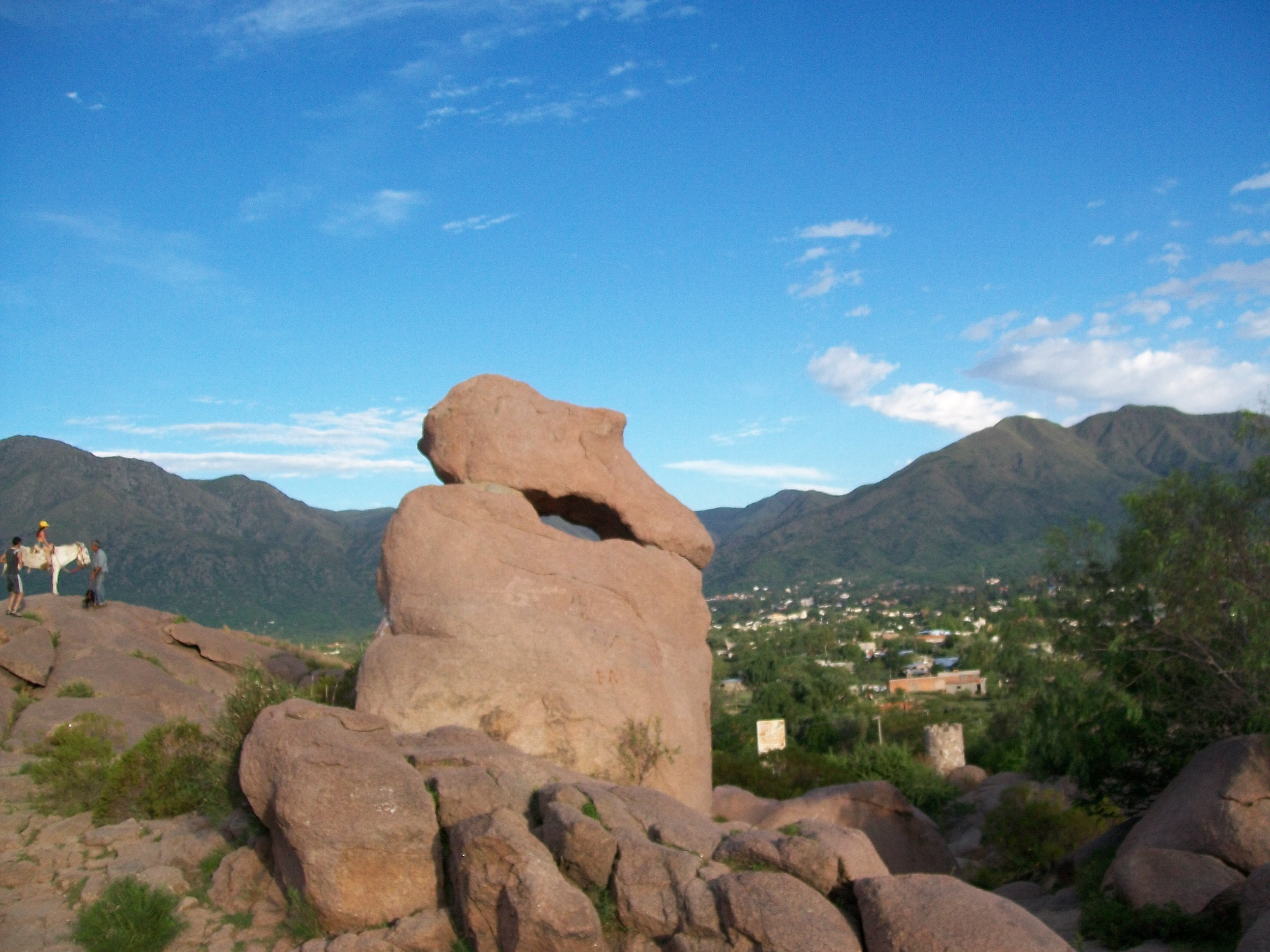
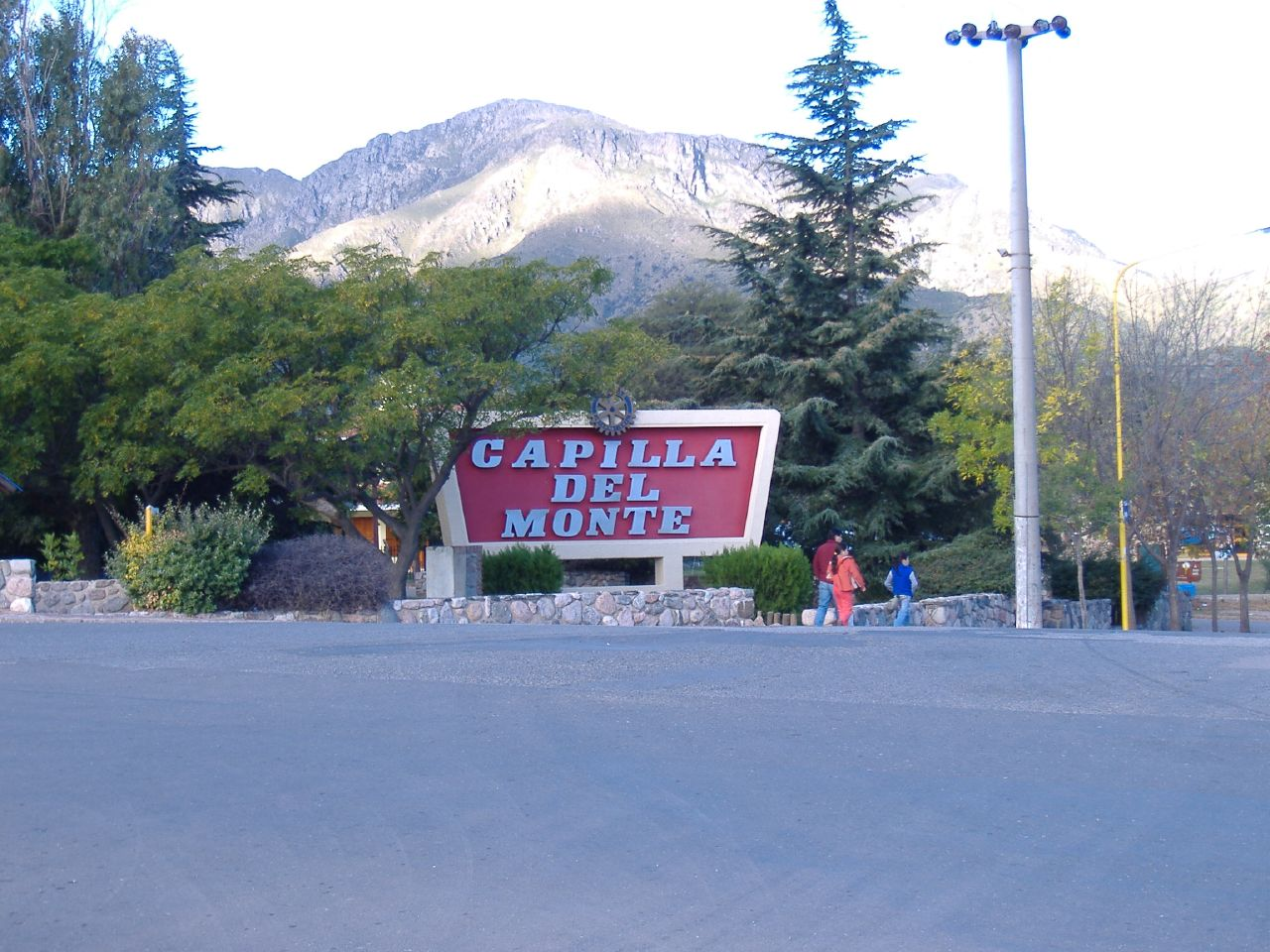